# Формула-1 — Чемпіонат 2017

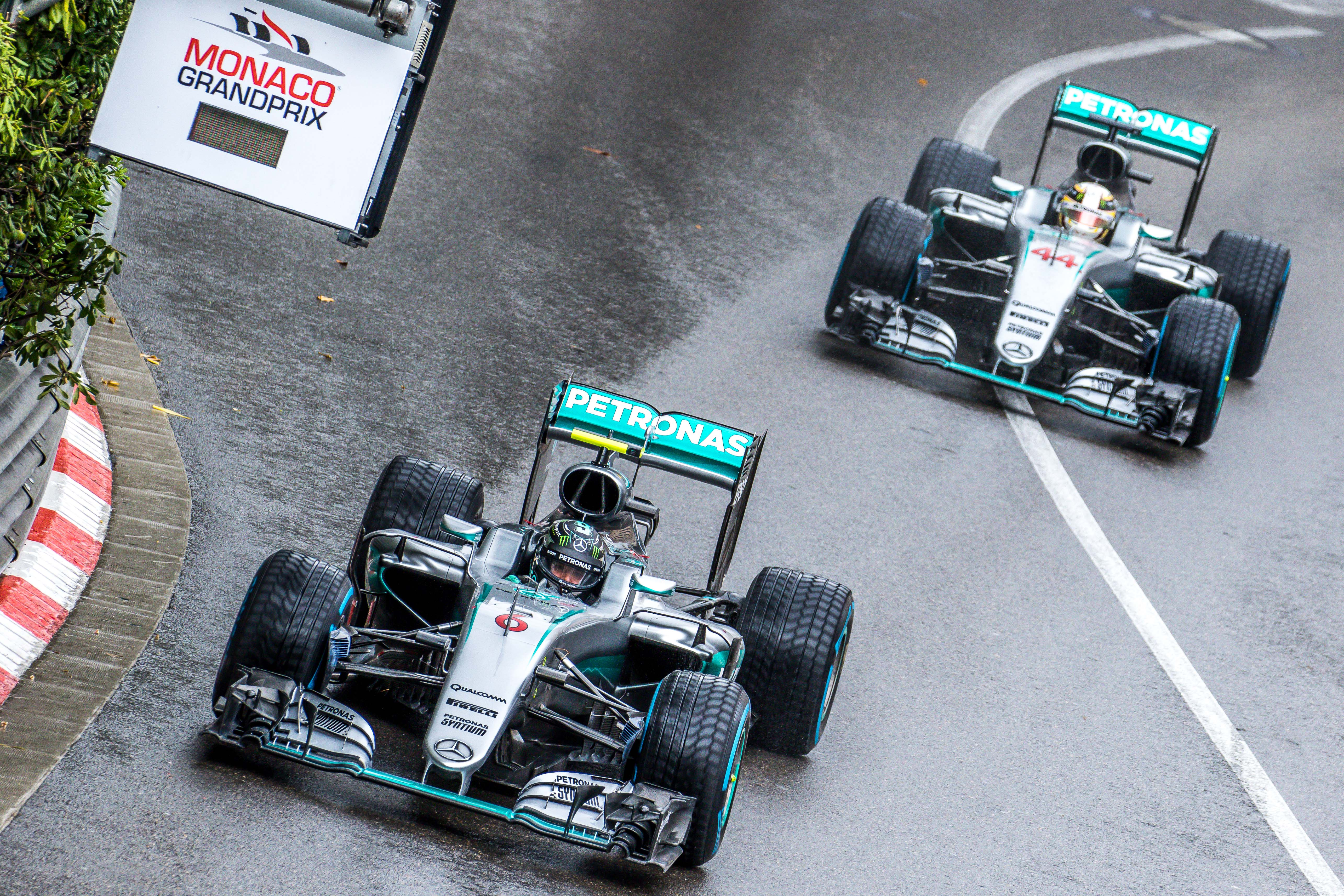
Mercedes здобув Кубок конструкторів після Гран-прі США 2017.

Формула-1 2017 року — 68-й сезон чемпіонату світу з автоперегонів у класі Формула-1, який проводиться під егідою FIA. Сезон складався з 20 етапів. Стартував 26 березня в Австралії і завершився 26 листопада в Абу-Дабі.
В Абу-Дабі 2016 Ніко Росберг здобув свій перший титул чемпіона світу з автоперегонів у класі «Формула-1», але через п'ять днів після виграшу заявив, що закінчує кар'єру гонщика.
Льюїс Гамільтон здобув четвертий титул Чемпіона Світу
Mercedes відстоював Кубок конструкторів, який вони здобули після Гран-прі Японії 2016.

## Команди та пілоти
Наступні команди та пілоти підписали контракти на участь у чемпіонаті 2017 року:
| Команда                       | Конструктор          | Шасі             | Двигун                        | Шини | №  | Пілот              |
| ----------------------------- | -------------------- | ---------------- | ----------------------------- | ---- | -- | ------------------ |
| Scuderia Ferrari              | Ferrari              | SF70H            | Ferrari 062                   | P    | 5  | Себастьян Феттель  |
| Scuderia Ferrari              | Ferrari              | SF70H            | Ferrari 062                   | P    | 7  | Кімі Ряйкконен     |
| Sahara Force India F1 Team    | Force India-Mercedes | VJM10            | Mercedes-AMG F1 M08 EQ Power+ | P    | 11 | Серхіо Перес       |
| Sahara Force India F1 Team    | Force India-Mercedes | VJM10            | Mercedes-AMG F1 M08 EQ Power+ | P    | 31 | Естебан Окон       |
| Haas F1 Team                  | Haas-Ferrari         | VF-17            | Ferrari 062                   | P    | 8  | Ромен Грожан       |
| Haas F1 Team                  | Haas-Ferrari         | VF-17            | Ferrari 062                   | P    | 20 | Кевін Магнуссен    |
| Renault Sport F1 Team         | Renault              | R.S.17           | Renault R.E.17                | P    | 27 | Ніко Гюлькенберг   |
| Renault Sport F1 Team         | Renault              | R.S.17           | Renault R.E.17                | P    | 30 | Джоліон Палмер     |
| Renault Sport F1 Team         | Renault              | R.S.17           | Renault R.E.17                | P    | 55 | Карлос Сайнс       |
| McLaren Honda F1 Team         | McLaren-Honda        | MCL32            | Honda RA617H                  | P    | 2  | Стоффель Вандорн   |
| McLaren Honda F1 Team         | McLaren-Honda        | MCL32            | Honda RA617H                  | P    | 14 | Фернандо Алонсо    |
| McLaren Honda F1 Team         | McLaren-Honda        | MCL32            | Honda RA617H                  | P    | 22 | Дженсон Баттон     |
| Mercedes AMG Petronas F1 Team | Mercedes             | F1 W08 EQ Power+ | Mercedes-AMG F1 M08 EQ Power+ | P    | 44 | Льюїс Гамільтон    |
| Mercedes AMG Petronas F1 Team | Mercedes             | F1 W08 EQ Power+ | Mercedes-AMG F1 M08 EQ Power+ | P    | 77 | Вальттері Боттас   |
| Red Bull Racing               | Red Bull-TAG Heuer   | RB13             | TAG Heuer                     | P    | 3  | Данієль Ріккардо   |
| Red Bull Racing               | Red Bull-TAG Heuer   | RB13             | TAG Heuer                     | P    | 33 | Макс Ферстаппен    |
| Sauber F1 Team                | Sauber-Ferrari       | C36              | Ferrari 061                   | P    | 9  | Маркус Ерікссон    |
| Sauber F1 Team                | Sauber-Ferrari       | C36              | Ferrari 061                   | P    | 94 | Паскаль Верляйн    |
| Sauber F1 Team                | Sauber-Ferrari       | C36              | Ferrari 061                   | P    | 36 | Антоніо Джовінацці |
| Scuderia Toro Rosso           | Toro Rosso           | STR12            | Renault R.E.17                | P    | 26 | Даніїл Квят        |
| Scuderia Toro Rosso           | Toro Rosso           | STR12            | Renault R.E.17                | P    | 39 | Брендон Хартлі     |
| Scuderia Toro Rosso           | Toro Rosso           | STR12            | Renault R.E.17                | P    | 10 | П'єр Гаслі         |
| Scuderia Toro Rosso           | Toro Rosso           | STR12            | Renault R.E.17                | P    | 55 | Карлос Сайнс       |
| Williams Martini Racing       | Williams-Mercedes    | FW40             | Mercedes-AMG F1 M08 EQ Power+ | P    | 18 | Ленс Стролл        |
| Williams Martini Racing       | Williams-Mercedes    | FW40             | Mercedes-AMG F1 M08 EQ Power+ | P    | 19 | Феліпе Масса       |
| Williams Martini Racing       | Williams-Mercedes    | FW40             | Mercedes-AMG F1 M08 EQ Power+ | P    | 40 | Пол ді Реста       |
| Джерела:                      |                      |                  |                               |      |    |                    |

### Зміни в командах
- В батьківську компанію MRT введено зовнішню адміністрацію в січні 2017.[49] Адміністраторам не вдалося знайти покупця і компанії розпалась 27 січня 2017/ [50][51]
- Sauber підписав контракт з Ferrari про використання двигунів Ferrari 2016 року в сезоні 2017, аналогічно договору між Ferrari і Scuderia Toro Rosso в 2016.[24]
- Toro Rosso вирішила повернутися до використання силових агрегатів Renault в 2017, після використання двигунів Ferrari 2015 року в 2016.[20] Команда раніше використовували силові агрегати Renault в 2014 і 2015 роках, до того як погіршились відносини між Renault і сестринською командою Red Bull Racing, що спонукало Toro Rosso шукати альтернативного постачальника.[52][53]

### Зміни серед пілотів
- Кевін Магнуссен відхилив пропозицію залишитися в Renault і замість цього підписав контракт з Haas.[13][54] В результаті угоди з Магнуссеном, контракт Естебана Гутьєрреса з командою не був продовжений.[55] Гутьєррес пізніше перейшов в чемпіонат Формули-E.[56]
- Чинний чемпіон і пілот Mercedes Ніко Росберг пішов зі спорту в кінці сезону 2016 року.[2][3]
- Вальттері Боттас переходить з Williams в Mercedes на місце Росберга [57][58]
- Пілот Williams Феліпе Масса пішов з Формули-1  в кінці сезону 2016 після чотирнадцяти років в спорті.[59][60] Місце Масси зайняв переможець Чемпіонату Європи з Формули-3 2016 року Ленс Стролл.[61] Проте після переходу Боттаса в Mercedes, Масса вернувся в команду[57]
- Естебан Окон переходить з MRT до Force India, де він займе місце Ніко Гюлькенберга, який переходить до Renault.[62][63]
- Переможець GP2 2015 року, Стоффель Вандорн, підписав контракт з McLaren.[64] Вандорн в 2016 на Гран-прі Бахрейну заміняв травмованого Фернандо Алонсо.[65] Він замінить Дженсона Баттона, який займе місце резервного пілота на сезон 2017.[66]
- Паскаль Верляйн, пілот MRT в 2016 році, перейшов до Sauber на сезон 2017 року, замінивши Феліпе Насрера, який виступав за команду в 2015 і 2016 роках.[67]

### Зміни в середині сезону
- Паскаль Верляйн отримав травму в Гонці чемпіонів, яка проходила 21-22 січня 2017, через яку пропустив підготовку до сезону Формули-1. Перед третьою частиною практики Верляйн відмовився від участі у Гран-прі Австралії, через недостатню фізичну підготовленість.[N 5] Його замінив Антоніо Джовінаццо, тест пілот Ferrari.[25][26] Верляйн повернувся до перегонів у Бахрейні[40][68]
- Фернандо Алонсо пропустить Гран-прі Монако. Замість цього він планує взяти участь в Індіанаполіс 500 в команді Andretti Autosport.[38][39] Дженсон Баттон замінить Алонсо під час Гран-прі.[41][42]
- Пол ді Реста замінив Феліпе Массу на Гран-прі Угорщини після того, як команда зняла Массу через хворобу, після третьої вільної практики.[32][33]
- Карлос Сайнс (молодший) залишив Toro Rosso після Гран-прі Японії і перейшов до Renault, де він замінив Джоліона Палмера.[44][45]
- У фінальних етапах чемпіонату Toro Rosso здійснив ряд перестановок серед пілотів.[46][69][70][71][72] Чемпіон GP2 П'єр Гаслі замінив Даніїла Квята на Гран-прі Малайзії та  Японії[43]. Під час Гран-прі США Брендон Хартлі замінив Даніїла Квята, який в свою чергу замінив Карлоса Сайнса.[45][47]. Після Гран-прі США Хельмут Марко оголосив, що Квят більше не повернеться до перегонів, а до кінця сезону виступатимуть Хартлі і Гаслі.[48]

## Календар сезону
У 2017 році проведено двадцять Гран-прі.
| №  | Гран-прі                  | Траса                                     | Дата         |
| -- | ------------------------- | ----------------------------------------- | ------------ |
| 1  | Гран-прі Австралії        | Альберт-Парк, Мельбурн                    | 26 березня   |
| 2  | Гран-прі Китаю            | Міжнародний автодром Шанхая, Шанхай       | 9 квітня     |
| 3  | Гран-прі Бахрейну         | Міжнародний автодром Бахрейну, Сахір      | 16 квітня    |
| 4  | Гран-прі Росії            | Автодром Сочі, Сочі                       | 30 квітня    |
| 5  | Гран-прі Іспанії          | Каталунья, Барселона                      | 14 травня    |
| 6  | Гран-прі Монако           | Міська траса Монте-Карло, Монте-Карло     | 28 травня    |
| 7  | Гран-прі Канади           | Автодром імені Жиля Вільнева, Монреаль    | 11 червня    |
| 8  | Гран-прі Азербайджану     | Вулична траса Баку, Баку                  | 25 червня    |
| 9  | Гран-прі Австрії          | Ред Бул Ринг, Шпільберг                   | 9 липня      |
| 10 | Гран-прі Великої Британії | Автодром Сільверстоун, Сільверстоун       | 16 липня     |
| 11 | Гран-прі Угорщини         | Хунгароринг, Будапешт                     | 30 липня     |
| 12 | Гран-прі Бельгії          | Спа-Франкоршам, Спа                       | 27 серпня    |
| 13 | Гран-прі Італії           | Автодром Монца, Монца                     | 3 вересня    |
| 14 | Гран-прі Сінгапуру        | Міський автодром Марина Бей, Сінгапур     | 17 вересня   |
| 15 | Гран-прі Малайзії         | Міжнародний автодром Сепанг, Куала-Лумпур | 1 жовтня     |
| 16 | Гран-прі Японії           | Судзука, Судзука                          | 8 жовтня     |
| 17 | Гран-прі США              | Траса Америк, Остін (Техас)               | 22 жовтня    |
| 18 | Гран-прі Мексики          | Автодром імені братів Родрігес, Мехіко    | 29 жовтня    |
| 19 | Гран-прі Бразилії         | Автодром Жозе Карлуса Пачі, Сан-Паулу     | 12 листопада |
| 20 | Гран-прі Абу-Дабі         | Яс-Марина, Абу-Дабі                       | 26 листопада |

### Зміни в календарі

#### Зміни в датах
- Гран-прі Китаю і Бахрейну помінялися місцями в календарі сезону 2017 року.[1]
- Перегони в Баку були перейменовані, ставши першим Гран-прі Азербайджану.[73] Попередні перегони на трасі в Баку, в 2016, проводились під назвою Гран-прі Європи .[73] Дата проведення гонки в Баку була змінена, щоб уникнути конфлікту з 24 години Ле-Мана,[1] який був джерелом дискусій на Гран-прі Європи 2016.[74]

#### Скасовані перегони
- Гран-прі Німеччини було видалено з календаря після того, як власники Хоккенхаймринг і Нюрбургринг не могли погодитися на комерційних умовах з керівництвом Формули-1.[1]
- Автодром Енцо та Діно Феррарі — більше відомий як Імола — підписав угоду з Берні Екклстоуном на проведення Гран-Прі в 2017. Проте, угода мала бути ратифікована італійською федерацією мотоспорту для того, щоб вступити в дію.[1][75] Імола раніше приймала Гран-прі Італії в 1980 році і Гран-прі Сан-Марино з 1981 по 2006 роки.[76]

## Зміни правил

### Загальні зміни
- У вересні 2016, Liberty Media придбали частку прав на Формулу-1 у CVC Capital Partners з наміром викупити повні права протягом сезону 2017.[77] В рамках даної угоди, команди зможуть придбати частину акцій, як це є в американській Національній Футбольній Лізі і Головній Бейсбольній Лізі[78]

### Технічний регламент
- Технічні регламенти, що регулюють конструкцію кузова були переглянуті в 2017 році, з метою поліпшення часу кола на чотири-п'ять секунд, в порівнянні з болідами 2016 року.[79] Ці зміни включають в себе:[80]
  - Збільшення ширини переднього крила до 1800 мм.
  - Зниження заднього крила на 150 мм і переміщення його позиції назад на 200 мм.
  - Передній край бокових понтонів був перенесений, щоб надати командам більше свободи в управлінні повітряного потоку.
  - Збільшення ширини передніх і задніх шин, щоб дозволити автомобілю виробляти більше механічного зчеплення.
  - Мінімальна вага автомобіля, включаючи водія, піднімається на 20 кг до 722 кг Командам дозволено використовувати 105 кг палива для компенсації збільшення мінімальної ваги.
- Систему жетонів на покращення двигунів відмінено.[81]
- Введені обмеження на вагу, розміри та  матеріали деталей двигуна, а також на тиск надуву турбіни.[82]
- Команди обмежені чотирма двигунами на сезон, незалежно від кількості Гран Прі в сезоні.[83] Попередні сезони діяло положення для п'ятого двигуна, якщо кількість Гран При в сезоні більше двадцяти. З 2017 року це положення відмінили.
- Вартість двигуна зменшується на 1 млн € в 2017 році.[82]
- Камери більше не буде дозволено встановлювати на стеблах, розташованих на носі автомобіля.[84]

### Спортивний регламент
- З 2017 команди можуть використати лише один двигун (або по окремому компоненту), понад дозволену квоту, на гонку. Це зроблено для того, щоб команди не створювали собі резерву двигунів, як це було в 2016.[85]
- Постачальники двигунів зобов'язуються постачати двигунами будь-яку команду, яка залишилась без договору.[81] Правило було введено після зриву в стосунках між Renault і їх клієнтськими командами Red Bull Racing і Scuderia Toro Rosso в кінці сезону 2015 року, який залишив обидві команди без двигунів.[86]
- Якщо гонка оголошена мокрою і повинна починатися позаду машини безпеки, старт відбувається за машиною безпеки, але як тільки умови визнані задовільними для гонок, водії шикуються на стартовій сітці для звичного старту. Кола пройдені за машиною безпеки будуть враховуватися при підрахунку загальної дистанції гонки.[87]

## Результати та положення в заліках

### Гран-прі
| №  | Гран-прі                  | Поул-позиція      | Швидке коло       | Переможець        | Конструктор     | Звіт |
| -- | ------------------------- | ----------------- | ----------------- | ----------------- | --------------- | ---- |
| 1  | Гран-прі Австралії        | Льюїс Гамільтон   | Кімі Ряйкконен    | Себастьян Феттель | Ferrari         | Звіт |
| 2  | Гран-прі Китаю            | Льюїс Гамільтон   | Льюїс Гамільтон   | Льюїс Гамільтон   | Mercedes        | Звіт |
| 3  | Гран-прі Бахрейну         | Вальттері Боттас  | Льюїс Гамільтон   | Себастьян Феттель | Ferrari         | Звіт |
| 4  | Гран-прі Росії            | Себастьян Феттель | Кімі Ряйкконен    | Вальттері Боттас  | Mercedes        | Звіт |
| 5  | Гран-прі Іспанії          | Льюїс Гамільтон   | Льюїс Гамільтон   | Льюїс Гамільтон   | Mercedes        | Звіт |
| 6  | Гран-прі Монако           | Кімі Ряйкконен    | Серхіо Перес      | Себастьян Феттель | Ferrari         | Звіт |
| 7  | Гран-прі Канади           | Льюїс Гамільтон   | Льюїс Гамільтон   | Льюїс Гамільтон   | Mercedes        | Звіт |
| 8  | Гран-прі Азербайджану     | Льюїс Гамільтон   | Себастьян Феттель | Данієль Ріккардо  | Red Bull Racing | Звіт |
| 9  | Гран-прі Австрії          | Вальттері Боттас  | Льюїс Гамільтон   | Вальттері Боттас  | Mercedes        | Звіт |
| 10 | Гран-прі Великої Британії | Льюїс Гамільтон   | Льюїс Гамільтон   | Льюїс Гамільтон   | Mercedes        | Звіт |
| 11 | Гран-прі Угорщини         | Себастьян Феттель | Фернандо Алонсо   | Себастьян Феттель | Ferrari         | Звіт |
| 12 | Гран-прі Бельгії          | Льюїс Гамільтон   | Себастьян Феттель | Льюїс Гамільтон   | Mercedes        | Звіт |
| 13 | Гран-прі Італії           | Льюїс Гамільтон   | Данієль Ріккардо  | Льюїс Гамільтон   | Mercedes        | Звіт |
| 14 | Гран-прі Сінгапуру        | Себастьян Феттель | Льюїс Гамільтон   | Льюїс Гамільтон   | Mercedes        | Звіт |
| 15 | Гран-прі Малайзії         | Льюїс Гамільтон   | Себастьян Феттель | Макс Ферстаппен   | Red Bull Racing | Звіт |
| 16 | Гран-прі Японії           | Льюїс Гамільтон   | Вальттері Боттас  | Льюїс Гамільтон   | Mercedes        | Звіт |
| 17 | Гран-прі США              | Льюїс Гамільтон   | Себастьян Феттель | Льюїс Гамільтон   | Mercedes        | Звіт |
| 18 | Гран-прі Мексики          | Себастьян Феттель | Себастьян Феттель | Макс Ферстаппен   | Red Bull Racing | Звіт |
| 19 | Гран-прі Бразилії         | Вальттері Боттас  | Макс Ферстаппен   | Себастьян Феттель | Ferrari         | Звіт |
| 20 | Гран-прі Абу-Дабі         | Вальттері Боттас  | Вальттері Боттас  | Вальттері Боттас  | Mercedes        | Звіт |

### Пілоти
Очки отримують лише пілоти, які фінішували у першій десятці.
| Позиція | 1-ша | 2-га | 3-тя | 4-та | 5-та | 6-та | 7-ма | 8-ма | 9-та | 10-та |
| Очки    | 25   | 18   | 15   | 12   | 10   | 8    | 6    | 4    | 2    | 1     |

| Поз. | Пілот                   | АВС  | КИТ  | БАХ  | РОС  | ІСП  | МОН  | КАН  | АЗЕ  | АВТ  | ВЕЛ  | УГО  | БЕЛ  | ІТА  | СІН  | МАЛ  | ЯПО  | США  | МЕК  | БРА  | АБУ  | Очки |
| ---- | ----------------------- | ---- | ---- | ---- | ---- | ---- | ---- | ---- | ---- | ---- | ---- | ---- | ---- | ---- | ---- | ---- | ---- | ---- | ---- | ---- | ---- | ---- |
| 1    | Льюїс Гамільтон         | 2    | 1    | 2    | 4    | 1    | 7    | 1    | 5    | 4    | 1    | 4    | 1    | 1    | 1    | 2    | 1    | 1    | 9    | 4    | 2    | 363  |
| 2    | Себастьян Феттель       | 1    | 2    | 1    | 2    | 2    | 1    | 4    | 4    | 2    | 7    | 1    | 2    | 3    | Схід | 4    | Схід | 2    | 4    | 1    | 3    | 317  |
| 3    | Вальттері Боттас        | 3    | 6    | 3    | 1    | Схід | 4    | 2    | 2    | 1    | 2    | 3    | 5    | 2    | 3    | 5    | 4    | 5    | 2    | 2    | 1    | 305  |
| 4    | Кімі Ряйкконен          | 4    | 5    | 4    | 3    | Схід | 2    | 7    | 14°  | 5    | 3    | 2    | 4    | 5    | Схід | НС   | 5    | 3    | 3    | 3    | 4    | 205  |
| 5    | Данієль Ріккардо        | Схід | 4    | 5    | Схід | 3    | 3    | 3    | 1    | 3    | 5    | Схід | 3    | 4    | 2    | 3    | 3    | Схід | Схід | 6    | Схід | 200  |
| 6    | Макс Ферстаппен         | 5    | 3    | Схід | 5    | Схід | 5    | Схід | Схід | Схід | 4    | 5    | Схід | 10   | Схід | 1    | 2    | 4    | 1    | 5    | 5    | 168  |
| 7    | Серхіо Перес            | 7    | 9    | 7    | 6    | 4    | 13   | 5    | Схід | 7    | 9    | 8    | 17°  | 9    | 5    | 6    | 7    | 8    | 7    | 9    | 7    | 100  |
| 8    | Естебан Окон            | 10   | 10   | 10   | 7    | 5    | 12   | 6    | 6    | 8    | 8    | 9    | 9    | 6    | 10   | 10   | 6    | 6    | 5    | Схід | 8    | 87   |
| 9    | Карлос Сайнс (молодший) | 8    | 7    | Схід | 10   | 7    | 6    | Схід | 8    | Схід | Схід | 7    | 10   | 14   | 4    | Схід | Схід | 7    | Схід | 11   | Схід | 54   |
| 10   | Ніко Гюлькенберг        | 11   | 12   | 9    | 8    | 6    | Схід | 8    | Схід | 13   | 6    | 17°  | 6    | 13   | Схід | 16   | Схід | Схід | Схід | 10   | 6    | 43   |
| 11   | Феліпе Масса            | 6    | 14   | 6    | 9    | 13   | 9    | Схід | Схід | 9    | 10   | Від  | 8    | 8    | 11   | 9    | 10   | 9    | 11   | 7    | 10   | 43   |
| 12   | Ленс Стролл             | Схід | Схід | Схід | 11   | 16   | 15°  | 9    | 3    | 10   | 16   | 14   | 11   | 7    | 8    | 8    | Схід | 11   | 6    | 16   | 18   | 40   |
| 13   | Ромен Грожан            | Схід | 11   | 8    | Схід | 10   | 8    | 10   | 13   | 6    | 13   | Схід | 7    | 15   | 9    | 13   | 9    | 14   | 15   | 15   | 11   | 28   |
| 14   | Кевін Магнуссен         | Схід | 8    | Схід | 13   | 14   | 10   | 12   | 7    | Схід | 12   | 13   | 15   | 11   | Схід | 12   | 8    | 16   | 8    | Схід | 13   | 19   |
| 15   | Фернандо Алонсо         | Схід | Схід | 14°  | НС   | 12   |      | 16°  | 9    | Схід | Схід | 6    | Схід | 17°  | Схід | 11   | 11   | Схід | 10   | 8    | 9    | 17   |
| 16   | Стоффель Вандорн        | 13   | Схід | НС   | 14   | Схід | Схід | 14   | 12   | 12   | 11   | 10   | 14   | Схід | 7    | 7    | 14   | 12   | 12   | Схід | 12   | 13   |
| 17   | Джоліон Палмер          | Схід | 13   | 13   | Схід | 15   | 11   | 11   | Схід | 11   | НС   | 12   | 13   | Схід | 6    | 15   | 12   |      |      |      |      | 8    |
| 18   | Паскаль Верляйн         | Від  |      | 11   | 16   | 8    | Схід | 15   | 10   | 14   | 17   | 15   | Схід | 16   | 12   | 17   | 15   | Схід | 14   | 14   | 14   | 5    |
| 19   | Даніїл Квят             | 9    | Схід | 12   | 12   | 9    | 14°  | Схід | Схід | 16   | 15   | 11   | 12   | 12   | Схід |      |      | 10   |      |      |      | 5    |
| 20   | Маркус Ерікссон         | Схід | 15   | Схід | 15   | 11   | Схід | 13   | 11   | 15   | 14   | 16   | 16   | 18°  | Схід | 18   | Схід | 15   | Схід | 13   | 17   | 0    |
| 21   | П'єр Гаслі              |      |      |      |      |      |      |      |      |      |      |      |      |      |      | 14   | 13   |      | 13   | 12   | 16   | 0    |
| 22   | Антоніо Джовінацці      | 12   | Схід |      |      |      |      |      |      |      |      |      |      |      |      |      |      |      |      |      |      | 0    |
| 23   | Брендон Гартлі          |      |      |      |      |      |      |      |      |      |      |      |      |      |      |      |      | 13   | Схід | Схід | 15   | 0    |
| —    | Дженсон Баттон          |      |      |      |      |      | Схід |      |      |      |      |      |      |      |      |      |      |      |      |      |      | 0    |
| —    | Пол ді Реста            |      |      |      |      |      |      |      |      |      |      | Схід |      |      |      |      |      |      |      |      |      | 0    |
| Поз. | Пілот                   | АВС  | КИТ  | БАХ  | РОС  | ІСП  | МОН  | КАН  | АЗЕ  | АВТ  | ВЕЛ  | УГО  | БЕЛ  | ІТА  | СІН  | МАЛ  | ЯПО  | США  | МЕК  | БРА  | АБУ  | Очки |

| Приклад      | Опис                                                              |
| ------------ | ----------------------------------------------------------------- |
| 1            | Переможець                                                        |
| 2            | Друге місце                                                       |
| 3            | Третє місце                                                       |
| 5            | Фінішував у очковій зоні                                          |
| 12           | Фінішував поза очковою зоною                                      |
| НКЛ          | Фінішував, але не класифікований                                  |
| Схід         | Не фінішував і не класифікований                                  |
| НКВ          | Не кваліфікований                                                 |
| НПКВ         | Не передкваліфікований                                            |
| ДСК          | Дискваліфікований                                                 |
| ТТР          | Брав участь тільки в тренуваннях                                  |
| тест         | Тестер по п'ятницях (з 2003 року)                                 |
| НС           | Брав участь у Гран-прі як бойовий пілот, але не стартував у гонці |
| Т            | Травмований чи хворий                                             |
| Викл         | Виключений із протоколу                                           |
| Від          | Відмова від участі                                                |
| НТР          | Не брав участі в тренуваннях                                      |
| НПР          | Не прибув на Гран-прі                                             |
| С            | Гонка скасована                                                   |
|              | Не брав участі                                                    |
| Жирний шрифт | Поул-позиція                                                      |
| Курсив       | Швидке коло                                                       |

Примітки:
- ° — Пілоти, що не фінішували на гран-прі, але були класифіковані, оскільки подолали понад 90 % дистанції.

#### Графік
(Претенденти на титул — скільки потрібно очок, щоб була хоча б теоретична можливість обійти лідера. Якщо ця лінія обганяє другого, чемпіон визначився, і навіть не беручи участь в гонках, він збереже собі перше місце.)

### Конструктори
| Поз. | Конструктор     | №  | АВС  | КИТ  | БАХ  | РОС  | ІСП  | МОН  | КАН  | АЗЕ  | АВТ  | ВЕЛ  | УГО  | БЕЛ  | ІТА  | СІН  | МАЛ  | ЯПО  | США  | МЕК  | БРА  | АБУ  | Очки |
| ---- | --------------- | -- | ---- | ---- | ---- | ---- | ---- | ---- | ---- | ---- | ---- | ---- | ---- | ---- | ---- | ---- | ---- | ---- | ---- | ---- | ---- | ---- | ---- |
| 1    | Mercedes        | 44 | 2    | 1    | 2    | 4    | 1    | 7    | 1    | 5    | 4    | 1    | 4    | 1    | 1    | 1    | 2    | 1    | 1    | 9    | 4    | 2    | 668  |
| 1    | Mercedes        | 77 | 3    | 6    | 3    | 1    | Схід | 4    | 2    | 2    | 1    | 2    | 3    | 5    | 2    | 3    | 5    | 4    | 5    | 2    | 2    | 1    | 668  |
| 2    | Ferrari         | 5  | 1    | 2    | 1    | 2    | 2    | 1    | 4    | 4    | 2    | 7    | 1    | 2    | 3    | Схід | 4    | Схід | 2    | 4    | 1    | 3    | 522  |
| 2    | Ferrari         | 7  | 4    | 5    | 4    | 3    | Схід | 2    | 7    | 14°  | 5    | 3    | 2    | 4    | 5    | Схід | НС   | 5    | 3    | 3    | 3    | 4    | 522  |
| 3    | Red Bull Racing | 3  | Схід | 4    | 5    | Схід | 3    | 3    | 3    | 1    | 3    | 5    | Схід | 3    | 4    | 2    | 3    | 3    | Схід | Схід | 6    | Схід | 368  |
| 3    | Red Bull Racing | 33 | 5    | 3    | Схід | 5    | Схід | 5    | Схід | Схід | Схід | 4    | 5    | Схід | 10   | Схід | 1    | 2    | 4    | 1    | 5    | 5    | 368  |
| 4    | Force India     | 11 | 7    | 9    | 7    | 6    | 4    | 13   | 5    | Схід | 7    | 9    | 8    | 17°  | 9    | 5    | 6    | 7    | 8    | 7    | 9    | 7    | 187  |
| 4    | Force India     | 31 | 10   | 10   | 10   | 7    | 5    | 12   | 6    | 6    | 8    | 8    | 9    | 9    | 6    | 10   | 10   | 6    | 6    | 5    | Схід | 8    | 187  |
| 5    | Williams        | 18 | Схід | Схід | Схід | 11   | 16   | 15°  | 9    | 3    | 10   | 16   | 14   | 11   | 7    | 8    | 8    | Схід | 11   | 6    | 16   | 18   | 83   |
| 5    | Williams        | 19 | 6    | 14   | 6    | 9    | 13   | 9    | Схід | Схід | 9    | 10   | Від  | 8    | 8    | 11   | 9    | 10   | 9    | 11   | 7    | 10   | 83   |
| 5    | Williams        | 40 |      |      |      |      |      |      |      |      |      |      | Схід |      |      |      |      |      |      |      |      |      | 83   |
| 6    | Renault         | 27 | 11   | 12   | 9    | 8    | 6    | Схід | 8    | Схід | 13   | 6    | 17°  | 6    | 13   | Схід | 16   | Схід | Схід | Схід | 10   | 6    | 57   |
| 6    | Renault         | 30 | Схід | 13   | 13   | Схід | 15   | 11   | 11   | Схід | 11   | НС   | 12   | 13   | Схід | 6    | 15   | 12   |      |      |      |      | 57   |
| 6    | Renault         | 55 |      |      |      |      |      |      |      |      |      |      |      |      |      |      |      |      | 7    | Схід | 11   | Схід | 57   |
| 7    | Toro Rosso      | 26 | 9    | Схід | 12   | 12   | 9    | 14°  | Схід | Схід | 16   | 15   | 11   | 12   | 12   | Схід |      |      | 10   |      |      |      | 53   |
| 7    | Toro Rosso      | 10 |      |      |      |      |      |      |      |      |      |      |      |      |      |      | 14   | 13   |      | 13   | 12   | 16   | 53   |
| 7    | Toro Rosso      | 55 | 8    | 7    | Схід | 10   | 7    | 6    | Схід | 8    | Схід | Схід | 7    | 10   | 14   | 4    | Схід | Схід |      |      |      |      | 53   |
| 7    | Toro Rosso      | 28 |      |      |      |      |      |      |      |      |      |      |      |      |      |      |      |      | 13   | Схід | Схід | 15   | 53   |
| 8    | Haas            | 8  | Схід | 11   | 8    | Схід | 10   | 8    | 10   | 13   | 6    | 13   | Схід | 7    | 15   | 9    | 13   | 9    | 14   | 15   | 15   | 11   | 47   |
| 8    | Haas            | 20 | Схід | 8    | Схід | 13   | 14   | 10   | 12   | 7    | Схід | 12   | 13   | 15   | 11   | Схід | 12   | 8    | 16   | 8    | Схід | 13   | 47   |
| 9    | McLaren         | 2  | 13   | Схід | НС   | 14   | Схід | Схід | 14   | 12   | 12   | 11   | 10   | 14   | Схід | 7    | 7    | 14   | 12   | 12   | Схід | 12   | 30   |
| 9    | McLaren         | 14 | Схід | Схід | 14°  | НС   | 12   |      | 16°  | 9    | Схід | Схід | 6    | Схід | 17°  | Схід | 11   | 11   | Схід | 10   | 8    | 9    | 30   |
| 9    | McLaren         | 22 |      |      |      |      |      | Схід |      |      |      |      |      |      |      |      |      |      |      |      |      |      | 30   |
| 10   | Sauber          | 9  | Схід | 15   | Схід | 15   | 11   | Схід | 13   | 11   | 15   | 14   | 16   | 16   | 18°  | Схід | 18   | Схід | 15   | Схід | 13   | 17   | 5    |
| 10   | Sauber          | 36 | 12   | Схід |      |      |      |      |      |      |      |      |      |      |      |      |      |      |      |      |      |      | 5    |
| 10   | Sauber          | 94 | Від  |      | 11   | 16   | 8    | Схід | 15   | 10   | 14   | 17   | 15   | Схід | 16   | 12   | 17   | 15   | Схід | 14   | 14   | 14   | 5    |
| Поз. | Конструктор     | №  | АВС  | КИТ  | БАХ  | РОС  | ІСП  | МОН  | КАН  | АЗЕ  | АВТ  | ВЕЛ  | УГО  | БЕЛ  | ІТА  | СІН  | МАЛ  | ЯПО  | США  | МЕК  | БРА  | АБУ  | Очки |

| Приклад      | Опис                                                              |
| ------------ | ----------------------------------------------------------------- |
| 1            | Переможець                                                        |
| 2            | Друге місце                                                       |
| 3            | Третє місце                                                       |
| 5            | Фінішував у очковій зоні                                          |
| 12           | Фінішував поза очковою зоною                                      |
| НКЛ          | Фінішував, але не класифікований                                  |
| Схід         | Не фінішував і не класифікований                                  |
| НКВ          | Не кваліфікований                                                 |
| НПКВ         | Не передкваліфікований                                            |
| ДСК          | Дискваліфікований                                                 |
| ТТР          | Брав участь тільки в тренуваннях                                  |
| тест         | Тестер по п'ятницях (з 2003 року)                                 |
| НС           | Брав участь у Гран-прі як бойовий пілот, але не стартував у гонці |
| Т            | Травмований чи хворий                                             |
| Викл         | Виключений із протоколу                                           |
| Від          | Відмова від участі                                                |
| НТР          | Не брав участі в тренуваннях                                      |
| НПР          | Не прибув на Гран-прі                                             |
| С            | Гонка скасована                                                   |
|              | Не брав участі                                                    |
| Жирний шрифт | Поул-позиція                                                      |
| Курсив       | Швидке коло                                                       |

Примітки:
- ° — Пілоти, що не фінішували на гран-прі, але були класифіковані, оскільки подолали понад 90 % дистанції.

#### Графік
(Претенденти на титул — скільки потрібно очок, щоб була хоча б теоретична можливість обійти лідера. Якщо ця лінія обганяє другого, чемпіон визначився, і навіть не беручи участь в гонках, він збереже собі перше місце.)

## Виноски
1. ↑  В рекламних цілях Red Bull перейменував двигун Renault R.E.17 в "TAG Heuer".[21]
2. ↑  Паскаль Верляйн взяв участь у п'ятничних практиках Гран-прі Австралії, але в суботу відмовився, через недостатню підготовку.[25][26]
3. ↑  Scuderia Toro Rosso використовує двигуни Renault R.E.17. В рекламних цілях вони перейменували двигуни на "Toro Rosso".[29]
4. ↑  Феліпе Масса взяв участь у Гран-прі Угорщини але покинув Гран-прі після третьої практики.[32][33]
5. ↑  Боліди побудовані у відповідності до регламенту 2017 року проходять повороти на більшій швидкості ніж боліди попередніх років. Це вимагає більшої фізичної підготовки від пілотів, через більші перевантаження.